# Perlodidae
Perlodidae is een familie van steenvliegen (Plecoptera). 
De familie Perlodidae is samengesteld uit ten minste 50 geslachten en meer dan 350 soorten, waarbij de fossielen zich ten minste uitstrekken voorkomen sinds het Trias. De meeste perlodid steenvliegen zijn univoltien - er vindt één generatie per jaar plaats. Meestal verschijnen volwassenen van april tot juni. Larven hebben afgeplatte lichamen, vaak met patronen op hun hoofd en borstkas, lange staarten en uiteenlopende achtervleugelkussens. In tegenstelling tot de vergelijkbare gewone steenvliegen, hebben perlodid-larven geen vertakte kieuwen op hun borstkas. De perlodiden komen in heel Noord-Amerika voor.
Ze worden meestal gevonden in koele, heldere beken met rotsachtige bodems. Ze worden gevonden onder rotsen en in grof fijnstoffelijk organisch materiaal waar veel prooien te vinden zijn. Ze eten diverse kleine ongewervelde dieren, maar het is ook bekend dat ze plantaardig materiaal eten, vooral als ze jong zijn.

## Taxonomie
Onderfamilie Isoperlinae Frison 1942
- Geslachtengroep onbekend
  - Calliperla Banks, 1948
  - Cascadoperla Szczytko & Stewart, 1979
  - Clioperla Needham & Claassen, 1925
  - Cosumnoperla Szczytko & Bottorff, 1987
  - Isoperla Banks, 1906
  - Kaszabia Raušer, 1968
  - Mesoperlina Klapálek, 1921

Onderfamilie Perlodinae Klapálek 1909
- Geslachtengroep Arcynopterygini
  - Arcynopteryx Klapálek, 1904
  - Frisonia Ricker, 1943
  - Megarcys Klapálek, 1912
  - Neofilchneria Zwick, 1973
  - Oroperla Needham, 1933
  - Perlinodes Needham & Claassen, 1925
  - Pseudomegarcys Kohno, 1946
  - Salmoperla Baumann & Lauck, 1987
  - Setvena Ricker, 1952
  - Skwala Ricker, 1943
  - Sopkalia Ricker, 1952
- Geslachtengroep Diploperlini Stark & Szczytko 1984
  - Afroperlodes Miron & Zwick, 1973
  - Baumannella Stark & Stewart, 1985
  - Bulgaroperla Raušer, 1966
  - Cultus Ricker, 1952
  - Diploperla Needham & Claassen, 1925
  - Hemimelaena Klapálek, 1907
  - Kogotus Ricker, 1952
  - Osobenus Ricker, 1952
  - Ostrovus Ricker, 1952
  - Pictetiella Illies, 1966
  - Remenus Ricker, 1952
  - Rickera Jewett, 1954
  - Stavsolus Ricker, 1952
- Geslachtengroep Perlodini Klapálek 1909
  - Aubertiana Zhiltzova, 1994
  - Besdolus Ricker, 1952
  - Chernokrilus Ricker, 1952
  - Dictyogenus Klapálek, 1904
  - Diura Billberg, 1820
  - Filchneria Klapálek, 1908
  - Hedinia Navás, 1936
  - Helopicus Ricker, 1952
  - Hydroperla Frison, 1935
  - Isogenoides Klapálek, 1912
  - Isogenus Newman, 1833
  - Levanidovia Teslenko & Zhiltzova, 1989
  - Malirekus Ricker, 1952
  - Oconoperla Stark & Stewart, 1982
  - Perlodes Banks, 1903
  - Perlodinella Klapálek, 1912
  - Protarcys Klapálek, 1912
  - Susulus Bottorff, Stewart & Knight, 1989
  - Tadamus Ricker, 1952
  - Yugus Ricker, 1952

Onderfamilie onbekend
- - Guadalgenus Stark, Gozalez del Tanago & Szczytko, 1986
  - Rauserodes Zwick, 1999
  - †Derancheperla Sinitshenkova, 1990 (fossiel)
  - †Isoperlodes Sinitshenkova, 1992 (fossiel)